# Mount Beaufort (berg i Falklandsöarna)
Mount Beaufort är ett berg i territoriet Falklandsöarna (Storbritannien). Det ligger i den västra delen av ögruppen, 150 km väster om huvudstaden Stanley. Toppen på Mount Beaufort är 347 meter över havet. Mount Beaufort ingår i bergskedjan French Peaks.